# Iva Roglić
Iva Roglić (in serbo Ива Роглић?; Belgrado, 23 marzo 1988) è una cestista serba.

## Carriera
Con la Serbia ha disputato i Campionati europei del 2009.